# Montereau-Fault-Yonne
Montereau-Fault-Yonne è un comune francese di 16 509 abitanti situato nel dipartimento di Senna e Marna nella regione dell'Île-de-France.
Il nome ufficiale prima del 1º settembre 1992 era Montereau-fault-Yonne.

## Geografia fisica
Il comune è compreso nella provincia storica del Gâtinais, a sud, nella regione naturale della Brie a nord e nel territorio della Bassée, alta valle della Senna. Si trova alla confluenza del fiume Yonne nella Senna.

## Storia
Nel 1359 la città passò dai possessi del re di Navarra Carlo II a quelli del delfino di Francia, futuro re Carlo V.
Il 10 settembre del 1419 il duca di Borgogna Giovanni I venne ucciso sul ponte della città, dove si era incontrato con il delfino di Francia, futuro re Carlo VIII da Tanneguy III du Chastel e da Arnault Guilhem de Barbazan, nell'ambito della guerra civile tra Armagnacchi e Borgognoni durante la guerra dei cent'anni. Sul ponte si può tuttora leggere un'iscrizione che ricorda l'episodio e nella collegiale di Notre-Dame-et-Saint-Loup si conserva una spada che secondo la tradizione sarebbe appartenuta al duca assassinato. Nel 1420 il duca Filippo III, figlio e successore di Giovanni, si impadronì della città che fu ripresa otto anni dopo dal re Carlo VII di Francia dopo un lungo assedio. Il 10 ottobre 1437 fu definitivamente ripresa agli Inglesi dall'esercito francese comandato da Arturo III di Bretagna, connestabile di Francia; alla battaglia partecipò anche il delfino, futuro re Luigi XI di Francia.
Nel 1567, durante le guerre di religione fu brevemente presa dall'ugonotto principe di Condé. Nel 1587 gli abitanti di Montereau si schierarono per la Lega cattolica, ma nel 1590 si sottomisero al re Enrico IV.
Il 18 febbraio 1814 vi si svolse la battaglia di Montereau nella quale Napoleone I sconfisse l'esercito austriaco che aveva occupato e saccheggiato la città.
Nel 1848 vi passò la linea ferroviaria tra Parigi e Troyes (linea dell'est) e l'anno seguente la linea tra Parigi e Lione. Un'altra linea che collegava Montereau a Souppes ed Égreville fu aperta nel 1888. Nel corso dell'Ottocento ebbe un discreto sviluppo industriale, con produzioni di ceramica industriale, prodotti chimici e vetrerie. Lo sviluppo proseguì nel XX secolo.
Fu bombardata nel corso della seconda guerra mondiale (1940, con la distruzione del ponte e gravi danneggiamenti nel centro cittadino. La ricostruzione si ebbe negli anni cinquanta. Il "Piano di sistemazione e organizzazione generale della regione parigina" ("PADOG"). Montereau è una "agglomerazione di equilibrio" con le "3 M" del dipartimento di Senna e Marna (oltre a Montereau, Melun e Meaux). La città ebbe un'estensione programmata sull'altopiano di Surville, con la costruzione prevista di 6000 alloggi e la realizzazione di un centro industriale alla confluenza dell'Yvonne nella Senna, dove venne scavata un'ampia darsena per consentire l'attracco di grandi navi.
L'obiettivo della trasformazione era quello di raggiungere una popolazione di 45 000 abitanti, ma le difficoltà economiche della zona industriale e la concorrenza dei nuovi insediamenti degli anni settanta ne limiterà la realizzazione.

## Società

### Evoluzione demografica
Abitanti censiti